# Harriotta
Harriotta és un gènere de quimera que pertany a la família dels Rhinochimaeridae.

## Taxonomia
Conté les següents espècies:
- Harriotta haeckeli
- Harriotta raleighana - quimera de Raleigh